# Mandevilla aracamunensis
Mandevilla aracamunensis är en oleanderväxtart som beskrevs av G. Morillo. Mandevilla aracamunensis ingår i släktet Mandevilla och familjen oleanderväxter. Inga underarter finns listade i Catalogue of Life.